# Hans J. Fuchs
Hans Jacobus Fuchs (* 1897; † nach 1935) war ein deutscher Biochemiker.

## Leben
Von 1928 bis 1930 war Fuchs Assistent an der Bakteriologischen Abteilung des Instituts von August von Wassermann in Berlin. 1931 wechselte er als Assistent an das Kaiser Wilhelm Institut für Hygiene und Immunitätsforschung in Berlin.
Von 1931 bis 1935 war Fuchs Forscher am Institut für Veterinärphysiologie der Berliner Universität. Um 1933 entwickelte Fuchs einen Test zur Feststellung von Krebs. Aufsehen auch in der internationalen Presse erregten Fuchs und sein Kollege H. Kowarzyk dadurch, dass sie sich selbst das But von Krebspatienten injizierten.
Nach dem Machtantritt der Nationalsozialisten im Frühjahr 1933 wurde Fuchs infolge seiner jüdischen Herkunft in Deutschland politisch marginalisiert: 1933 unternahm er mit Hilfe des Schweizers Maxim Bing Versuche, mit einem Forschungsstipendium in die Vereinigten Staaten zu gelangen. 1935 ging er schließlich als Emigrant nach Großbritannien. Dort erhielt er eine Stelle als Forscher an der London Hospital Medical School.
Ende der 1930er Jahre wurde Fuchs von den Polizeiorganen des nationalsozialistischen Deutschlands als wichtige Zielperson eingestuft. Im Frühjahr 1940 setzte das Reichssicherheitshauptamt in Berlin ihn dann auf die Sonderfahndungsliste G.B., ein Verzeichnis von Personen, die im Falle einer erfolgreichen deutschen Invasion Großbritanniens durch die Sonderkommandos der SS-Einsatzgruppen mit besonderer Priorität ausfindig gemacht und verhaftet werden sollten.
Fuchs’ Spezialgebiete waren die physiologische Chemie, die Blutkoagulation und die Mikrochemie des Blutes.

## Schriften
- Ueber die Entstehung spezifischer proteolytischer Fermente im Serum und ihre Beziehungen zu Anaphylaxie und Immunität. Dissertation. Breslau 1923.
- Über das Koagulin des Muskels. In: Zeitschrift für experimentelle Medizin. 68, 1929, S. 245–257.
- Tumor Immunity. In: Zeitschrift für Immunitätsforschung und experimentelle Therapie. Band 80, 1933, S. 375ff.
- Über Tumorimmunität. In: Klinische Wochenschrift. 13, S. 292–294, doi:10.1007/BF02156920.